# Greg Norman

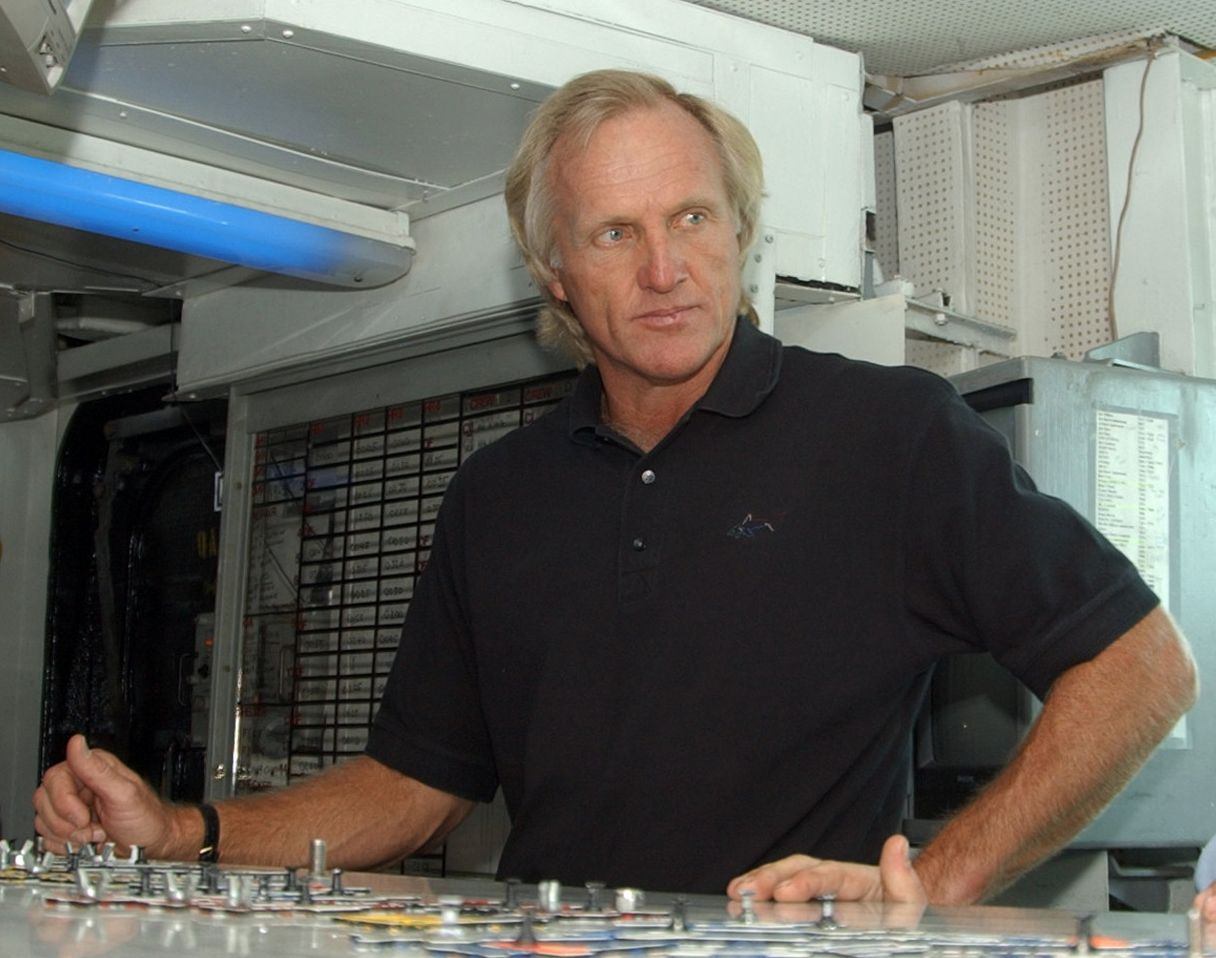
Greg Norman aan boord van vliegdekschip USS John F. Kennedy.

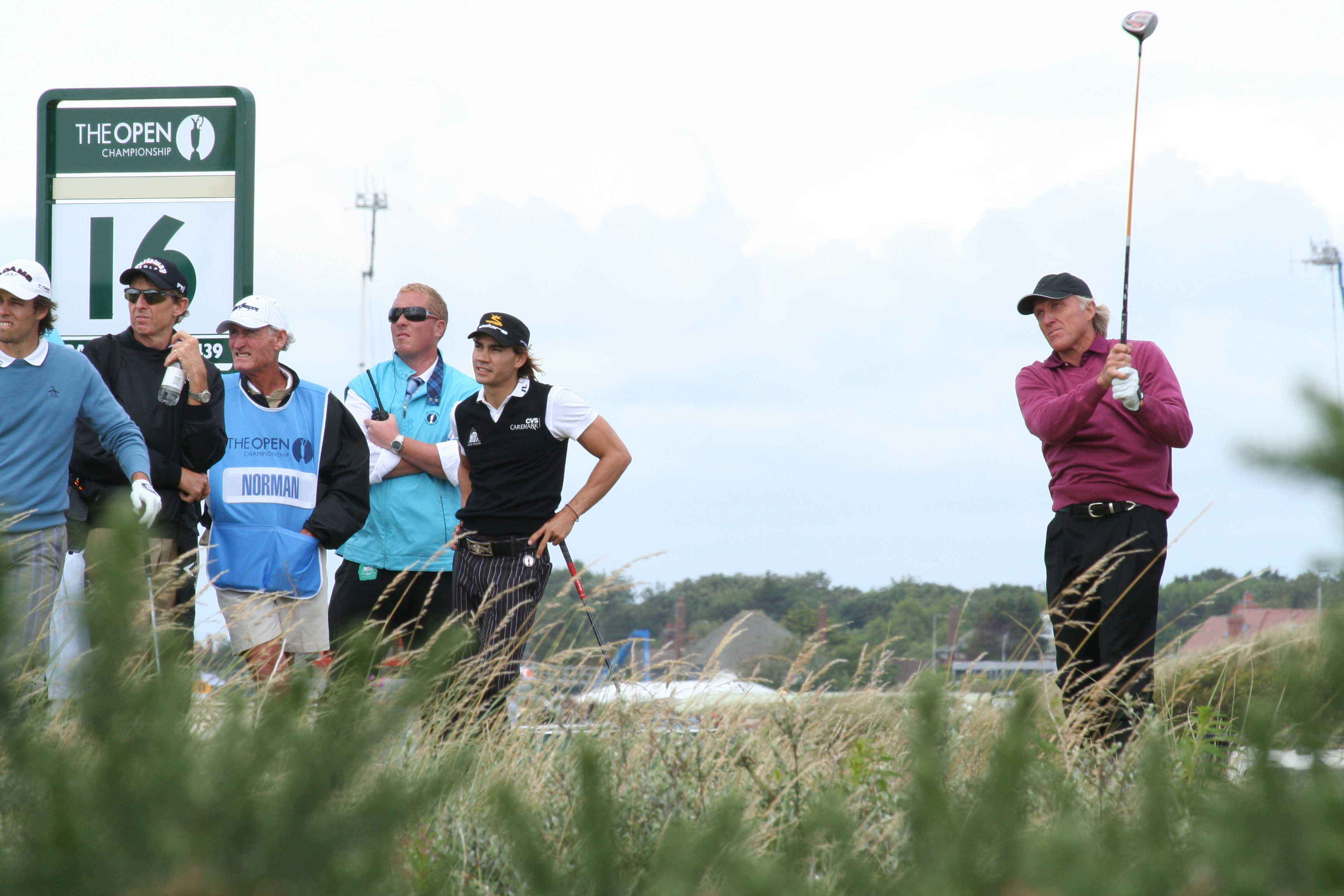
Greg Norman tijdens The Open Championships in 2008.

Greg Norman (Mount Isa, Queensland, 10 februari 1955) is een Australische golfspeler. Hij was een van de meest succesvolle golfspelers ter wereld in de jaren 1980-1990; in deze periode stond hij 331 weken op nummer een van de wereldranglijst. Hij won meer dan tachtig toernooien in zijn carrière, waaronder tweemaal het Britse Open golfkampioenschap ("The Open Championship"). Zijn bijnaam is "the great white shark" (de grote witte haai), die hij dankt aan zijn blonde haardos.
Norman werd beroeps in 1976 en speelde aanvankelijk in de Australaziatische en Europese toernooien. Zijn eerste overwinning was de Australische West Lakes Classic in 1976. Ondanks zijn vele overwinningen heeft hij slechts tweemaal een "major championship" kunnen winnen, namelijk het Britse Open in 1986 en 1993. Hij was er wel een aantal malen dicht bij maar verloor uiteindelijk, zowel door tegenslag (of geluk aan de kant van een tegenstander) als door eigen falen. Hij verloor het PGA Championship van 1986 toen Bob Tway een bunkershot in de hole mikte; en in de Masters van 1987 verloor hij van Larry Mize in een play-off, toen die een miraculeuze slag van op 40 meter lukte. Maar vaak liet Norman zelf het afweten op de cruciale momenten. In de vier majors van 1996 stond hij telkens aan de leiding vóór de laatste dag, maar hij won enkel het Britse Open. Vooral zijn ineenstorting op de Masters van 1996 was spectaculair: vóór de laatste ronde had hij nog een voorsprong van zes slagen, maar hij verloor nog van Nick Faldo met vijf slagen verschil. In de laatste ronde lukte Faldo een score van 67 slagen, terwijl Norman 78 slagen nodig had.
In totaal heeft Norman 29 top tien plaatsen in majors behaald, waaronder de volgende top drie klasseringen:
- The Masters: 1986 (gedeelde tweede); 1987 (2e); 1989 (gedeeld 3e); 1995 (gedeeld 3e); 1996 (2e); 1999 (3e)
- US Open: 1984 (2e); 1995 (1e)
- The Open Championship: 1986 (1e); 1989 (gedeeld 2e); 1993 (1e)
- PGA Championship: 1986 (2e); 1993 (2e).

In 2001 werd Norman opgenomen in de World Golf Hall of Fame. De laatste jaren speelt Norman minder toernooien en houdt hij zich meer bezig met zijn zakelijke belangen, zowel in de golfwereld als daarbuiten. Zijn persoonlijk fortuin wordt op meerdere honderd miljoen Amerikaanse dollar geschat.

## Privé
Hij trouwde in 1981 met Laura, een Amerikaanse; ze kregen twee kinderen. In mei 2006 kondigde Norman echter aan dat ze gingen scheiden. Op 28 juni 2008 is hij getrouwd met de voormalig tenniskampioene Chris Evert. Ze zijn als vrienden uit elkaar gegaan, eind 2009 heeft Norman de scheiding aangevraagd.